# Alumu
L’alumu est une langue du plateau nigérian parlée dans l’État de Nassarawa au Nigeria.